# Т-24
Т-24 — советский средний танк. Создан в 1929—1930 годах как улучшенная версия опытного танка Т-12 и предназначался на роль «манёвренного» танка в системе вооружений Красной армии. Полномасштабное производство Т-24 развёрнуто не было из-за экономических сложностей и неопределённости с окончательным выбором манёвренного танка. 

## История создания
Т-24 — одна из первых советских серийных боевых машин среднего класса, спроектированных советскими конструкторами и изготовленных руками советских рабочих.
В ноябре 1927 года по распоряжению наркома военно-морских дел К. Е. Ворошилова Главное конструкторское бюро Орудийно-арсенального треста (ГКБ ОАТ) получило техническое задание на проектирование манёвренного танка. Проект машины разрабатывался под руководством начальника ГКБ С. П. Шукалова (ведущие инженеры танка — В. И. Заславский и Б. А. Андрыхевич) и учитывал опыт работы над лёгким танком Т-18 (МС-1). Изготовление опытного образца машины, получившего обозначение Т-12 (А-12), «с железным корпусом» поручается Харьковскому паровозостроительному заводу № 183 им. Коминтерна (ХПЗ). Руководитель танковой конструкторской группы на ХПЗ — И. Н. Алексенко.
В апреле 1930 года с опытным образцом танка Т-12 знакомится высший командный состав РККА — В. К. Блюхер, К. Е. Ворошилов, И. П. Уборевич, И. Э. Якир и др. Танк признан не соответствующим требованиям, предъявляемым новым танкам.
В мае 1930 года в московском ГКБ ОАТ при участии конструкторов ХПЗ разрабатывается проект танка Т-24, представляющий собой модернизацию Т-12. В частности, уменьшена толщина броневых листов, увеличен запас хода по топливу, изменена конструкция башни. На Т-24 произведена полная перепланировка броневого корпуса: из кормового отделения в боковые ниши перенесены топливные баки, в носовой части предусмотрена возможность установки радиостанции.
В протоколе РВС СССР № 17 от 13 августа 1930 года подведены итоги испытаний Т-12 и Т-24:

Признать возможным постановку Т-24 на производство при устранении всех дефектов, обнаруженных при испытаниях. Принять к сведению заявление т. Толоконецева, что в 1931 году Машобъединением ВСНХ будет изготовлено 300 Т-24… Обратить особое внимание президиума ВСНХ, что строительство танкового и моторного цехов на ХПЗ идёт крайне слабо из-за отсутствия строительных материалов.

## Серийный выпуск
В 1931 году было собрано 24 танка, причем едва ли 5 из них получили штатные 45-мм пушки обр. 1930.
Экономические условия не позволяли наладить массовый выпуск этих танков. Молодому конструкторскому коллективу ХПЗ в короткие сроки не удалось существенно повысить манёвренность и улучшить надёжность работы узлов и агрегатов танка Т-24.
1 июня 1931 года председатель НТК УММ РККА И. А. Лебедев направляет директору ХПЗ Л. С. Владимирову утверждённое начальником УММ РККА И. А. Халепским задание на проектирование колёсно-гусеничного лёгкого танка БТ («Кристи»). Это указание означало свёртывание всех работ по Т-24, что встретило резкую негативную реакцию в коллективе. Возглавляющий КБ И. Н. Алексенко подаёт заявление об уходе, считая, что КБ должно продолжать усовершенствовать узлы Т-24 и выпускать свои средние гусеничные танки, а не «навязанные» иностранные — лёгкие, колёсно-гусеничные. С его уходом в КБ закончилась эпоха Т-12/Т-24 и началось развитие серии лёгких колёсно-гусеничных танков БТ.
В войска Т-24 не передавались. В 1938 году последовало распоряжение о передаче снятых с вооружения РККА танков в укрепленные районы (УР). Так, 2 танка, числившихся в МВО, следовало передать в музей при НИИБТ Полигоне в Кубинке. Но в 1941 году один из них был в ВАММ, судьба другого неизвестна. Оставшиеся 22 танка находились в ЗОВО и КОВО, некоторые из них даже успели получить на вооружение 76-мм пушки Л-10. В качестве БОТ установлены не были и в боях не участвовали. Во время Великой Отечественной войны несколько машин захвачено Вермахтом, что подтверждается фотографиями.

## Описание конструкции
Танк Т-24 имел классическую компоновку. В конструкции гусеничного движителя и трансмиссии применены технические решения, найденные при создании трактора «Коммунар».
Вооружение располагалось в 3 яруса, а верхняя малая башенка была вращающейся, что повышало эффективность пулемётного огня.